# Pascual Enrile

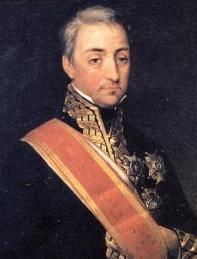
Pascual Enrile

Pascual Enrile y Alcedo was een Spaans koloniaal bestuurder en de gouverneur-generaal van de Filipijnen van 1830 tot 1835.
Enrile, een voormalig officier en segundo cabo (legercommandant), voerde vele nieuwe wetten door. Hij bezocht samen met José María Peñaranda persoonlijk de provincies in het noorden van Luzon en op basis van plannen en kaarten van de laatstgenoemde werden nieuwe wegen en bruggen gebouwd en postroutes ingesteld ter verbetering van de communicatie met het binnenland. Peñaranda werd later benoemd tot gouverneur van de provincie Albay.
Op 3 juli 1833 werd het enkele personen in de Filipijnen toegestaan om een loterij op te zetten. Op 1 januari 1834 stelde hij een koninklijk handelstribunaal in. Op 10 augustus 1834 werd bij koninklijk decreet bepaald dat Chinese handelaren alleen nog maar in de Parian, een speciale wijk nabij Manilla, mochten wonen. Chinezen in de provincie mochten zich alleen nog maar met landbouw bezighouden. Op 6 september 1834 werd middels een koninklijk decreet de Compañía de Filipinas opgeheven en werd het westerse mogendheden officieel toegestaan om handel te drijven in Manilla. Enrile bepaalde bovendien op 1 oktober 1834 dat de speciale invoerrechten die tot dan toe voor de Chinese handeslschepen bestonden, werden opgeheven. Voor alle schepen gold vanaf dan dezelfde regeling. Hij versterkte de marine voor een betere bescherming tegen piraten en wist bovendien dergelijke piraten van de kusten van de Visayas te verdrijven. Hij vergrootte het gebied dat bedoeld was om tabak te verbouwen en liet een vuurtoren bouwen op Corregidor.
De vele maatregelen tijdens de regeerperiode van Enrile zorgden voor gunstige resultaten in de landbouw- en handelssectoren. In maart 1835 nam hij ontslag en werd hij ad interim opgevolgd door de legercommandant (segundo cabo) Gabriel de Torres.

## Bron
- Blair, E. H., Robertson, J. A., The Philippine Islands, 1493-1803, The Arthur H. Clark Company, Cleveland, 1903, Vol. 17, p. 302, Vol. 51, p. 13 en p. 55-29.